# پبلاسین د کامپس
پبلاسین د کامپس (به اسپانیایی: Población de Campos) یک شهرستان در اسپانیا است که در استان پالنسیا واقع شده‌است.

## خصوصیات
پبلاسین د کامپس ۲۳ کیلومترمربع مساحت و ۱۷۹ نفر جمعیت دارد.